# Jozef Piedfort
Jozef Piedfort, né le 20 mai 1930 à Gierle et mort le 26 mars 2008 à Louvain, est un joueur de football international belge actif principalement durant les années 1950. Attaquant prolifique en deuxième division belge dont il est le meilleur buteur dans l'absolu depuis la fin de la Seconde Guerre mondiale, il reste fidèle durant la majeure partie de sa carrière au Lyra TSV.

## Carrière
Jozef Piedfort s'affilie à l'âge de douze ans au FC Turnhout, où il évolue dans les différentes catégories d'âge. En 1950, à vingt ans, il est intégré au noyau de l'équipe première qui évolue au deuxième niveau national. Le jeune attaquant y devient rapidement titulaire et après une saison, il est recruté par le Lyra TSV, un autre club de la série. Il s'intègre facilement dans le onze de base de l'équipe et après deux saisons, il mène le Lyra au titre de champion de Division 2, s'octroyant celui de meilleur buteur de la série au passage.
La transition vers l'élite nationale est délicate pour le club qui se retrouve rapidement à jouer pour son maintien. Jozef Piedfort marque moins facilement mais il est néanmoins sélectionné en équipe nationale belge en octobre 1953. Hélas, en fin de saison, le club ne peut éviter la relégation vers la deuxième division. Il y termine régulièrement dans les premières places mais sans pouvoir viser la remontée en Division 1 malgré les nombreux buts qu'inscrit Jozef Piedfort chaque saison, terminant encore meilleur buteur de la série en 1956 et 1957.
Lors de la saison 1960-1961, les premières difficultés financières viennent perturber la vie du club et l'équipe termine dernière, une position synonyme de relégation en Division 3. Jozef Piedfort quitte alors le club et retourne un an au FC Turnhout avant de partir terminer sa carrière au VC Gierle, le club de son village natal, dans les séries provinciales. Il range définitivement ses crampons en 1963.
Au cours de sa carrière, il inscrit 184 buts en Division 2, ce qui fait de lui le meilleur buteur de l'histoire de la division depuis la fin de la Seconde Guerre mondiale. Il meurt le 26 mars 2008 à l'âge de 77 ans.

## Statistiques
| Saison                | Club                  | Championnat           | Championnat | Championnat | Coupe(s) nationale(s) | Coupe(s) nationale(s) | Total | Total |
| Saison                | Club                  | Division              | M.          | B.          | M.                    | B.                    | M.    | B.    |
| 1950-1951             | FC Turnhout           | Division 2            | 22          | 11          | 0                     | 0                     | 22    | 11    |
| Sous-total            | Sous-total            | Sous-total            | 22          | 11          | 0                     | 0                     | 22    | 11    |
| 1951-1952             | Lyra TSV              | Division 2            | 29          | 18          | 0                     | 0                     | 29    | 18    |
| 1952-1953             | Lyra TSV              | Division 2            | 30          | 27          | 0                     | 0                     | 30    | 27    |
| 1953-1954             | Lyra TSV              | Division 1            | 29          | 8           | -                     | -                     | 29    | 8     |
| 1954-1955             | Lyra TSV              | Division 2            | 26          | 21          | -                     | -                     | 26    | 21    |
| 1955-1956             | Lyra TSV              | Division 2            | 29          | 26          | -                     | -                     | 29    | 26    |
| 1956-1957             | Lyra TSV              | Division 2            | 27          | 28          | 0                     | 0                     | 27    | 28    |
| 1957-1958             | Lyra TSV              | Division 2            | 20          | 13          | 0                     | 0                     | 20    | 13    |
| 1958-1959             | Lyra TSV              | Division 2            | 29          | 17          | 0                     | 0                     | 29    | 17    |
| 1959-1960             | Lyra TSV              | Division 2            | 26          | 11          | 0                     | 0                     | 26    | 11    |
| 1960-1961             | Lyra TSV              | Division 2            | 28          | 6           | 0                     | 0                     | 28    | 6     |
| Sous-total            | Sous-total            | Sous-total            | 273         | 175         | -                     | -                     | 273   | 175   |
| 1961-1962             | FC Turnhout           | Division 2            | 16          | 6           | 0                     | 0                     | 16    | 6     |
| Sous-total            | Sous-total            | Sous-total            | 16          | 6           | 0                     | 0                     | 16    | 6     |
| Total sur la carrière | Total sur la carrière | Total sur la carrière | 311         | 192         | -                     | -                     | 311   | 192   |

### Palmarès
- 1 fois champion de Division 2 en 1953 avec le Lyra TSV.
- 3 fois meilleur buteur de Division 2 en 1953, 1956 et 1957 avec le Lyra TSV.

## Carrière internationale
Jozef Piedfort compte une convocation et un match joué en équipe nationale belge. Celui-ci a lieu le 25 octobre 1953 lors d'un match amical disputé aux Pays-Bas et se solde par une défaite 1-0.
Le tableau ci-dessous reprend toutes les sélections de Jozef Piedfort. Le score de la Belgique est toujours indiqué en gras.
| Date       | Compétition  | Adversaire | Lieu      | Score | Remarque |
| ---------- | ------------ | ---------- | --------- | ----- | -------- |
| 25/10/1953 | Match amical | Pays-Bas   | Rotterdam | 1-0   |          |